# Anacroneuria caraca
Anacroneuria caraca är en bäcksländeart som beskrevs av Bill P.Stark 1995. Anacroneuria caraca ingår i släktet Anacroneuria och familjen jättebäcksländor. Inga underarter finns listade i Catalogue of Life.